# امامزاده سید کامل
امامزاده سید کامل  واقع در شهر بندرعباس در بخش مرکزی از توابع شهرستان بندرعباس در استان هرمزگان و یکی از نقاط دیدنی استان هرمزگان در جنوب ایران است.
«امامزاده سید کامل» (بندرعباس) در محله‌ای به همین نام در شهر بندرعباس واقع شده‌است و گنبدی سفید و  جالب توجه دارد. این امامزاده را مردم استان به این باورند  نوه‌های موسی کاظم  می‌دانند.درگذشته حدود ۵٠ سال پیش محوطه این آرمگاه قبرستان شهر بوده و هم‌اکنون فقط به اشخاص 
خاص مجوز دفن در این مکان میدهند .آرامگاه خانوادگی برخی از افراد سرشناس در پیرامون آن قرار دارد.

## منبع
- زنده دل، دستیاران، حسن. (مجموعه کتابهای راهنمای جامع ایرانگردی استان هرمزکان)  ج۱. چاپ وانتشار سال ۱۹۹۸ میلادی.